# Magyarvista
Magyarvista (1899-ig Vista, románul Viștea) falu Romániában Kolozs megyében.

## Fekvése
Kolozsvártól 14 km-re északnyugatra, a Nádas-patak jobb partján fekszik.

## Nevének eredete
Neve a szláv Visata személynévből ered.
Vista nevét szláv eredetű szónak tartják, melynek jelentése: kilátó, kilátóhely. És valóban, az egykori Vista tényleg kilátóhely volt, mert a mostani településhez képest az ősi falu a Kolozsvár és Bánffyhunyad közötti dombgerincen feküdt, ahonnan jó kilátás volt Kolozsvárra, Gyalura, Bánffyhunyad felé, illetve a hajdani Szolnok-Doboka megyére.

## Története
1229-ben Visata néven említik először. 1291-ben Vysta települést III. Endre több más községgel együtt kivette a világi bírák hatásköréből, és az erdélyi püspök alá rendelte. 1291-ben püspöki birtok volt, papja  a Monoszló nemzetségből származó Péter volt, aki valószínűleg a falu Szent Péter tiszteletére szentelt templomát is építtette. 1332-ben papja 16, 1334-ben 12 garas és 6 keresztes bani pápai tizedet fizetett. 1395-ben IX. Bonifác pápa bullája a vistai Szent Péter plébániatemplom oltárigazgató papjának, Lászlónak jutalmul szép javadalmakat rendelt.
1437-ben Aszalós (Azalos) fia Mihály, László fia Márton, Szomordoki András, Bese Péter, Sólyom András, Nyilas Jakab, Fodor Péter, Nagy Tamás és Drágfi Albert birtoka volt. 1450-ben Barabás fia Balázs birtoka volt.
1542-ben Vistát – a gyalui vártartomány többi falvával együtt – a fejedelmi udvartartáshoz rendelték. 1580-ban említik az iratok Vista első iskoláját.
1602–1848 között rövid megszakításokkal földesúri magánbirtok volt. 1666-tól a Bánffyak birtoka volt, 1760 után az Eszterháziaké lett.
1910-ben 1400 lakosa volt: többségében magyarok, jelentős román kisebbséggel.
A trianoni békeszerződésig, valamint 1940–1944 között – újra magyar fennhatóság alatt – Kolozs vármegye Nádasmenti járásához tartozott.
Magyarvista határában keletre eső helynév ma Felsőgerecse, Alsógerecse és Palota is.
Gerecse nevét 1304-ben említi a Gyulafehérvári konvent levéltárában őrzött egyik oklevél, mint Fekete (Niger) Pál fia Tamás és fiai Jakab és Miklós Vista szomszédságában, a Nádas folyó melletti birtokát.
Fekete (Niger) Pál fia Tamás fiai e birtokukat az oklevél szerint 7 M-ért eladták Miklós gyalui plébánosnak, és határát leírták: "Nyugat felől Churthlyuk mellett kezdődött és egy Berch-en (bereken?) át a Nadas nyúlik."
Pesty Frigyes leírása szerint "Geretse foglalja magában …Palota fiók részeket; az utolsó arról neveztetik, hogy ottan valami udvar házak voltak, melyeknek romjai ez előtt nem régen látzottak".

## Gazdaság
Magyarvista lakói – mint a kalotaszegi emberek általában – kezdetben főleg földműveléssel, állattenyésztéssel és mészégetéssel foglalkoztak. A szájhagyomány szerint több fogat ökör szállította innen Kolozsvárra az égetett meszet.
Az 1870-es évek körül az itt átmenő Nagyvárad–Kolozsvár-vasútvonal építési munkálatainál nagyon sok olasz kőfaragó-építőmester dolgozott, akiktől a vistai emberek eltanulták a kőfaragó mesterséget, később pedig a bányákból sajátos módon termelték, majd faragták ki a követ különböző házak, paloták díszítésére. Többek között a budapesti Országház, vagy a bukaresti Nép Háza egy része is a vistai mesterek munkájával épült. A környék településein már messziről felismerhetők az általuk épített, fehér mészkőből faragott díszes épületek.
A kőfaragást a mai napig fő foglalkozásként űzik a magyarvistai emberek, és nemcsak Romániában, de Magyarországon és Németországban is dolgoznak vistai kőfaragó mesterek, jeles képviselőjük Török István kőfaragó. A vistai asszonyok pedig máig gyöngyfűzéssel is foglalkoznak.

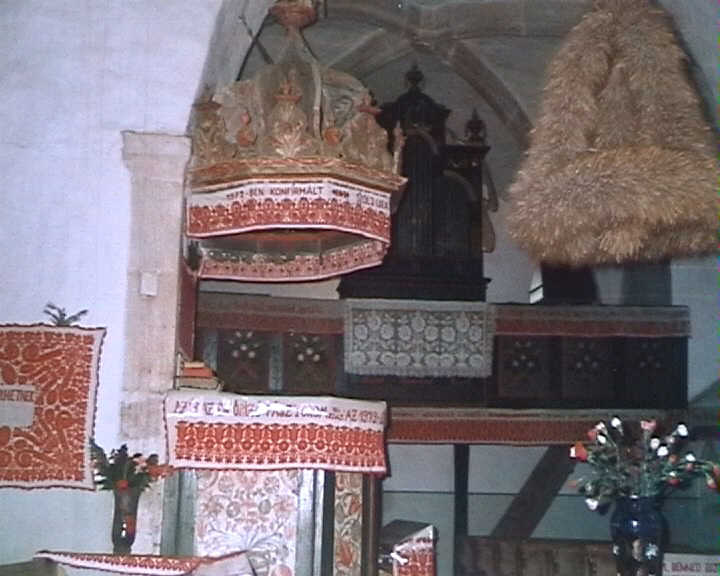
Magyarvistai templombelső

## Nevezetességek
Magyarvista templomát a 13. század végén többször átépítették. Freskói (melyeket sokáig meszelés rejtett) a 14. századból származnak. Az egyik harangját még Mátyás király adományozta a falunak.
1563-ban a közeli Kolozsváron jelent meg nyomtatásban a latin nyelvű Heidelbergi káté és így az alig 20 km-re fekvő  Magyarvista falu lakói hamar áttértek a református hitre. 1580-ból származnak a falu református egyházáról az első írásos emlékek. A templom kazettás mennyezetét 1765 és 1787 között festette Umling Lőrinc. A 20. század elején középkori freskókat találtak benne. Tornya nincs, helyette különálló fa harangláb áll mellette. Átalakítását, bővítését többször tervezték, utoljára 1938-ban Kós Károly tervei alapján, de ezek nem valósultak meg.
A Teleki László Alapítvány támogatásával folyó állagmegóvó munkák részeként 2022-ben a csíkszeredai Anno Domini Dendrolab dendrokronológiai módszerrel megvizsgált 15 famintát, köztük a a templomhajó hosszában, középen futó mestergerendát és az azt alátámasztó faoszlopot. Megállapították, hogy a mestergerenda és a faoszlop egykorú, feltehetően egységesen 1329–1330 telén kivágott fákból származnak, a tetőszerkezetet alátámasztó oszlop alapjául szolgáló tölgy ekkor 180 éves volt. Ez alapján a templom faszerkezete egész Erdélyben a legrégebbi, de Közép-Európában is ritkaságszámba megy.

## Híres szülöttei
- Mátyás István Mundruc (1911–1977) – a kalotai legénytánc kiváló mestere.
- Vistai András János (1926. április 5. – Bukarest, 2006. február 25.) – szerkesztő, műfordító